# Роскилдски мир
Роскилдски мир је био мировни споразум који је склопљен 26. фебруара 1658. године у данском граду Роскилде. Овим миром данско-норвешки краљ Фредерик III морао је да уступи скоро половину своје укупне територије шведском краљу Карлу X, који га је поразио у Првом северном рату.
Према коначном договору, Шведска је од Данске добила Сканију (укључујући острво Вен), Блекинге, Халанд, Бохуслен, Борнхолм и Трондхејм. Осим тога, договорено је да ће између ових земаља бити „вечни мир“ и да ниједна од земаља не сме да улази у алијансе које су упрте против друге. Међутим, већ неколико месеци касније избио је Други северни рат који се завршио 1660. године Миром у Копенхагену, којим је Данска поново добила Борнхолм и Трондхејм.